# Шок будућности
Шок будућности је књига коју је 1970. године објавио амерички социолог Алвин Тофлер. 
Шок будућности настаје пошто у савременом постиндустријском свету брзина промена у технологији, техници, образовању, друштвеним односима, начину живота и сл, толико је велика да превазилази човекове ограничене могућности асимилације и његове адаптивне способности. Тако долази до великих личних криза, а често и до психичког слома. Најчешће психопатолошке реакције и одбрамбене тактике савременог човека на шок будућности су: порицање, регресија, агресивност и апатија.